# ヴィクトル・ドゥブロフスキー
ヴィクトル・パヴロヴィチ・ドゥブロフスキー（ロシア語: Виктор Павлович Дубровский；ラテン文字転写例:Viktor Pavlovich Dubrovsky、1927年12月10日 -  1994年10月17日）は、ソビエト連邦出身の指揮者。ロシア連邦共和国人民芸術家。

## 経歴
1927年、ヴォロネジで生まれた。1944年にモスクワの中央音楽学校を首席で卒業し、モスクワ音楽院に進学。そこでレフ・ツェイトリンについてヴァイオリンを学び、1949年にヴァイオリン科を修了したが、レオ・ギンズブルクの指揮科のクラスにも在籍し、1953年に首席で卒業した。また、在学中からソヴィエト国立交響楽団の練習指揮者を務めており、1956年にはベラルーシ国立交響楽団の音楽監督兼首席指揮者に就任した。
1962年から1977年まで、モスクワのオシポフ記念国立ロシア民族楽器オーケストラの音楽監督を務め、この頃からベラルーシ国立音楽院とモスクワ州立文化芸術大学でも教鞭をとるようになった。1988年からスモレンスク州に民族楽団を設立し、自ら音楽監督を務めた。1991年からはベラルーシ国立アカデミー管弦楽団の首席指揮者も務めた。
1994年、スモレンスクにて死去。

## 註
1. ↑  Марина Леонова. “Дубровский Виктор Павлович”.   nasledie-smolensk.ru. 2014年9月9日時点のオリジナルよりアーカイブ。2014年9月2日閲覧。

| スタブアイコン | サブスタブ | この項目は、まだ閲覧者の調べものの参照としては役立たない、人物に関連した書きかけの項目です。この項目を加筆・訂正などしてくださる協力者を求めています（P:人物伝/PJ:人物伝）。 |